# Meia Hora (Portugal)
Meia Hora foi um jornal português de distribuição gratuita, cujos objectivos eram complementar o segmento dos jornais de referência diários em Portugal, como o Público e o Diário de Notícias, e ser o primeiro jornal de referência gratuito. Pertencia ao grupo Cofina Media. 
No entanto devido à crise financeira, e seguindo o que aconteceu ao jornal Global o jornal deixou de circular em Setembro de 2010. Passando todo o seu activo para o jornal Metro.
O seu lema era A informação que interessa.

## Curiosidades
O jornal chamava-se Meia Hora porque se lê exactamente nesse período de tempo.